# Rhyssa juvenis
Rhyssa juvenis är en stekelart som beskrevs av Samuel Hubbard Scudder 1890. Rhyssa juvenis ingår i släktet Rhyssa och familjen brokparasitsteklar. Inga underarter finns listade i Catalogue of Life.